# Anaeudora japanica
Anaeudora japanica är en tvåvingeart som först beskrevs av Baranov 1935.  Anaeudora japanica ingår i släktet Anaeudora och familjen parasitflugor. Inga underarter finns listade i Catalogue of Life.